# 内部保安
内部保安（Internal Security）的直接释义即存在于一定范围内的保安力量。但具体来说其在普遍意义上拥有两层含义，一层是在机构或者公司层面的，另外一种是在社会层面（范围可大可小，既可以是一个住宅小区，也可以是一个省，一个州，甚至是整个国家范围内的）的保安。

## 社会层面上的内部保安
对于一个国家或者一个地区而言，内部保安意味着保障本区域内合理社会秩序的力量，是相对于外部防御而言的。在大多数情况下，区域性保安的事宜是维护公共秩序，而公共秩序的确立是由法律给与保障的，当公共秩序受到冲击或者可能遭到破坏的时候往往保障此秩序的法律也有可能受到破坏，所以其维护秩序的执行力量必须是拥有执法权限的机构和人员。所以在大多数法治国家，此项职责一般由执法机构来履行，例如香港的警察机动部队。当然鉴于某些国家或者地区的执法力量没有充分的权限以及足够的能力，所以其所属内部保安工作由準军事化机构来履行，比如美国的国民警卫队。

## 工作范畴
- 中低程度的骚乱
- 严重的，范围广泛的暴力案件
- 小规模的武装暴动
- 对一般执法部门在必要时进行支援

## 职务特点
- 准军事化下训练
- 通常大规模行动
- 通常情况下使用初级武力，致命武力的使用要得到授权